# Sara bint Faysal Al Sa'ud
Sara bint Fayṣal Āl Saʿūd (...) è una principessa, filantropa e politica saudita.

## Primi anni di vita
La principessa Sara è figlia di re Faysal dell'Arabia Saudita e di Iffat Al-Thunayan. È sorella germana dei principi Mohammed, Sa'ud e Turki e delle principesse Luluwah e Haifa.

## Carriera e attività
Sara ha fondato una delle prime organizzazioni di beneficenza del paese, la Al Nahda, che nel 2009 si è aggiudicata il primo premio Chaillot per le organizzazioni per i diritti umani negli Stati del golfo. È stata presidente dell'organizzazione. Nel 1964, ha fondato la scuola privata Al Tarbeya Al Islamiya. Fa parte del Consiglio della fondazione dell'Università Effat e di diverse altre organizzazioni, tra cui il Centro Maharat.
L'11 gennaio 2013 è stata nominata membro dell'Assemblea Consultiva, una delle due principesse reali con Moudi bint Khalid, figlia di re Khalid.

## Vita personale
La principessa era sposata con il defunto principe Mohammad bin Sa'ud, figlio di re Sa'ud. Dal matrimonio sono nati quattro figli: Faysal (nato l'11 settembre 1951), Khalid, Mish'al (nato il 24 agosto 1956) e Noura. Faysal ha ricevuto un dottorato di ricerca ed è stato nominato vice governatore della provincia di al-Bāha il 31 ottobre 1988.